# Kabardië
Kabardië of Kabardije (Russisch: Кабарда, Kabardijns: Къэбэрдей) was een land in de Noordelijke Kaukasus van voor de 16e eeuw tot 1774. Het is nu onderdeel van de Russische autonome republiek Kabardië-Balkarië. Traditioneel werd het onderverdeeld in Groot-Kabardië en Klein-Kabardië aan weerszijden van de rivier de Terek.

## Geschiedenis
De Kabardijnen, een Circassische stam, kwamen in de 9e eeuw naar het gebied rond de Terek. Later kwamen ook de Turkstalige Balkaren naar het gebied, al is onduidelijk wanneer precies. 
Kabardië onderhield vanaf de tijd van tsaar Ivan IV (16e eeuw) vriendschappelijke banden met Rusland. De Kabardijnen waren namelijk de dominante macht in het gebied en heersten over de Abchazen, Ingoesjen, Osseten en Balkaren en beheersten de toegang tot de Zuidelijke Kaukasus.
Later kregen de Krimtataren meer invloed in het gebied. Tijdens de Eerste Russisch-Perzische Oorlog steunden de Kabardijnen echter het Russische Rijk. In 1739 werd Kabardië vervolgens een protectoraat onder gezamenlijk Russisch-Ottomaans bestuur, om 35 jaar later, in 1774, geannexeerd te worden door het Russische Rijk na de Vierde Russisch-Turkse Oorlog bij het Verdrag van Küçük Kaynarca. In 1804 en 1822 vonden opstanden plaats onder de bevolking tegen de Russische overheersing, die echter werden neergeslagen. In 1818 werd de huidige hoofdstad Naltsjik gesticht om de bevolking in het gareel te kunnen houden. Eind 19e eeuw bestond de bevolking uit ongeveer 70.000 mensen, waarvan een kwart onderdeel was van de Kabardijnse adel en de rest bestond uit boerenbevolking, die vooral woonachtig was in kleine aoelen.
Na de Russische Burgeroorlog, waarbij de bevolking de kant van de mensjewieken koos, werd het onderdeel van de Sovjetrepubliek der Bergvolkeren in 1921, om op 1 september 1921 af te worden gescheiden als de Kabardijnse Autonome Oblast, die werd hernoemd tot de Kabardino-Balkaarse Autonome Oblast het jaar daarop. Op 5 december 1935 werd het gebied opgewaardeerd tot de Kabardino-Balkaarse ASSR, maar in 1944 werd de hele Balkaarse bevolking verbannen naar Siberië en Centraal-Azië wegens vermeend hoogverraad door Stalin. Het gebied werd vervolgens hernoemd tot Kabardijnse ASSR om de naam van de Balkaren uit te wissen, maar in 1957 mochten de Balkaren terugkeren, waarop de oude naam werd hersteld. In 1991 werd het gebied hernoemd tot Kabardië-Balkarië en gemaakt tot autonome republiek.